# 1re cérémonie des Young Entertainer Awards
La 1re cérémonie des Young Entertainer Awards, récompensant les jeunes talents qui se distinguent dans l'industrie du cinéma et de la télévision sur l'année 2015 s'étant distingués cette année-là, s'est tenue le 20 mars 2016 au Globe Theatre, Universal Studios Hollywood, à Los Angeles (Californie), .

## Présentateurs
- Emblem3
- Nadia Mejia
- Keston John
- Olivia Stuck
- Krista Marie Yu
- Albert Tsai
- Alex Polinsky
- Nicole Samantha Huff
- Connor Kalopsis
- Jennie Kwan

## Numéros musicaux
- Alyson Stoner - Woman
- Jonael Santiago - Stand by Me

## Palmarès
Les lauréats sont indiqués ci-dessous dans chaque catégorie et en caractères gras.

### Cinéma

#### Long métrage
| Meilleur jeune acteur | Meilleure jeune actrice |
| --- | --- |
| Jacob Tremblay : Room - Levi Miller : Pan - Michael Grant : Where Hope Grows - Nick Robinson : Jurassic World - Ty Simpkins : Jurassic World | Raini Rodriguez : Paul Blart 2 - Oona Laurence : La Rage au ventre - Raffey Cassidy : À la poursuite de demain |
| Meilleur jeune acteur dans un second rôle | Meilleure jeune actrice dans un second rôle |
| Tate Berney : Insidious : Chapitre 3 - Armani Jackson : Cooties - Jack Fulton : Pay the Ghost - Owen Vaccaro : Very Bad Dads - Pierce Gagnon : À la poursuite de demain - Skylar Gaertner : I Smile Back | Giovanna Cappetta : Street - Abby Ryder Fortson : Ant-Man - Ava Cantrell : Dans le noir - Giselle Eisenberg : Danny Collins - Isabella Kai Rice : Jem et les Hologrammes - Niamh Wilson : L'Extravagant Voyage du jeune et prodigieux T. S. Spivet - Scarlett Estevez : Very Bad Dads |
| Meilleure interprétation dans un festival indépendant ou un film | |
| 14 ans et moins | 15-21 ans |
| Los Lost Ones : Bailey Gambertoglio - Brothers : Nicholas Neve - A Cry from Within : Angelique Berry - Fourth World : Kaitlin Cheung - Final Girl : Gracyn Shinyei - Breaking Legs : Liv Southard - Half of Twenty-Two : Tamara Truly Wahrmund                                                                                       | Le Ranch du bonheur : Mandalynn Carlson - Midlife : Laci Kay - Breaking Legs : William Leon - Alison's Choice : Chanel Marriott - Breaking Legs : Sara Rochelle - The Wolves of Savin Hill : Jordan Van Vranken                                                                       |
| Meilleur jeune casting - Long métrage | |
| Breaking Legs : William Leon, Liv Southard, Alexa Sutherland, Aaron R Landon, Sarah Rochelle, Kayley Stallings - Noël chez les Cooper : Timothée Chalamet, Blake Baumgartner, Maxwell Simkins - Steve Jobs : Perla Haney-Jardine, Makenzie Moss, Ripley Sobo - Vive les vacances : Skyler Gisondo, Steele Stebbins, Catherine Missal | |

#### Court métrage
| Meilleur jeune acteur | Meilleur jeune acteur 10 ans et moins |
| --- | --- |
| Peter Bundic : Pirates - C.J. Dubé : Homefront - Joshua Costea : Date-O-Phobe - Robin de Zwart : Wedlocked and Loaded - Jase Nelson : Waking Up - Nicholas Neve : Monsters of the Night - Towns W. Sanford : Sangria Lift - Tai Urban : Short Change Hero | Aiden Cumming-Teicher : Lou - David Raynolds : The Wedgie - Joshua Kaufman : Robots and Cowboys - Albert Tsai : Grandma Money - Christian Isaiah : Ambivalent Hope a Gun and a Prayer |
| Meilleure jeune actrice de moins de 9 ans | Meilleure jeune actrice 10 à 12 ans |
| Jena Skodje : Grace - Ashley Silverman : Where's Larry? - Carla Costea : The Candy Girl - Maia Costea : Home - Savannah Liles : Roar - Isabella Piombini : Pirates                                                                                        | Caitlin Carmichael : Monsters - Eva de Zwart : Circular - Izabel Pearce : The Wedgie - Madeline Lupi : Robots and Cowboys - Rebecca Goldman : Earth to Avery                          |
| Meilleure jeune actrice 13 à 15 ans | Meilleure jeune actrice 16 à 21 ans |
| Ashley Wolff : A Timeless Captivation - Katelyn Mager : Date-O-Phobe - Aliyah Royale : Attached at the Soul - Cassidy Mack : Two Secrets | Jordan Van Vranken : God Hates Signs - Sofie Holland : Bully Fighters - Jolie Vanier : Miscommunication - Janette Bundic : Snowflakes - Nicole Samantha Huff : Knots                  |

### Télévision
| Meilleur jeune acteur principal | Meilleure jeune actrice principal |
| --- | --- |
| Connor Kalopsis : The Grinder - Sean Michael Kyer : Odd Squad - David Mazouz : Gotham - Kamil McFadden : Agent K.C. - Sloane Morgan Siegel : Gortimer Gibbons Life On Normal Street - Coy Stewart : Bella and the Bulldogs - Charles Vandervaart : The Stanley Dynamic     | Paris Smith : Teen Witch - Giselle Eisenberg : Life in Pieces - Layla Crawford : The First Family - Addison Holley : Annedroids - Olivia Stuck : Kirby Buckets - Lauren Taylor : Best Friends Whenever |
| Meilleur jeune acteur - Série Daytime | Meilleure jeune actrice - Série Daytime |
| James Nigbor : Hôpital central - Connor Kalopsis : Des jours et des vies - Michael Leone : Hôpital central - Nicolas Bechtel : Hôpital central | Brooklyn Rae Silzer : Hôpital central - Alyvia Alyn Lind : Les Feux de l'amour - Hannah Nordberg : Hôpital central                                                                                     |
| Meilleur jeune casting - Série télévisée | |
| Bienvenue chez les Huang - Hudson Yang, Ian Chen et Forrest Wheeler - Black-ish - Miles Brown, Marsai Martin, Yara Shahidi et Marcus Scribner - Richie Rich - Jake Brennan, Joshua Carlon et Jenna Ortega - Annedroids - Addison Holley,Jadiel Dowlin et Adrianna DiLiello | |

#### Récurrent
| Meilleur jeune acteur dans un second rôle | Meilleure jeune actrice dans un second rôle |
| --- | --- |
| Albert Tsai : Dr. Ken - Jadiel Dowlin : Annedroids - Drew Justice : Gortimer Gibbon's Life on Normal Street - Jadon Sand : The Affair | Ashley Boettcher : Gortimer Gibbon's Life on Normal Street - Adrianna DiLiello : Annedroids - Autumn Wendel : Every Which Way                                   |
| Meilleur jeune acteur récurrent de 13 ans et moins | Meilleure jeune actrice récurrente de 12 ans et moins |
| Sean Michael Kyer : Continuum - Brendan Heard : Odd Squad - Trevor Larcom : Bienvenue chez les Huang - Rio Mangini : Bella and the Bulldogs - Tate Yap : Odd Squad - Samuel Faraci : Odd Squad | Isabella Alexander : Bienvenue chez les Huang - Siena Agudong : Nicky, Ricky, Dicky et Dawn - Yasmeene Ball : Supernatural - Sunnie Pelant : Bones              |
| Meilleur jeune acteur récurrent de 14 à 21 ans | Meilleure jeune actrice récurrente de 16 à 21 ans |
| Quinn Lord : The Man in the High Castle - David Bloom : Gortimer Gibbon's Life on Normal Street - Ehren Kassam : Degrassi : La Nouvelle Génération - Willem Marx : Red Oaks - Matt Tolton : Mr. D                                                                                                   | Emily Robinson : Transparent - Frédérique Dufort : Unité 9 - Gabrielle Elyse : Nicky, Ricky, Dicky et Dawn - Sara Waisglass : Degrassi : La Nouvelle Génération |
| Meilleure jeune actrice récurrente de 13 à 15 ans - Série télévisée | |
| Stephanie Katherine Grant : Les Goldberg - Ava Cantrell : Trois fantômes chez les Hathaway - Chandler Kinney : Gortimer Gibbon's Life on Normal Street - Madison Lintz : Harry Bosch - Kassidy Mattera : Mr. D - Olivia Steele Falconer : Once Upon a Time - Luna Blaise : Bienvenue chez les Huang | |

#### Invité
| Meilleur jeune acteur invité de 11 ans et moins | Meilleure jeune actrice invitée de 11 ans et moins |
| --- | --- |
| Samuel Faraci : Saving Hope - Thomas Barbusca : The League - Trevor Larcom : Scorpion - Madison Rojas : Jane the Virgin - Cole Sand : Bienvenue chez les Huang - Rowan Smyth : With Bob and David           | Layla Crawford : Henry Danger - Bianca D'Ambrosio : Freak Out - Chelsea Miller : Some Assembly Required - Brenna Russell : Odd Squad - Malinda Sass : Monsters Inside Me - Gracyn Shinyei : Supernatural - Bailey Skodje : UnReal - Jena Skodje : Supernatural |
| Meilleur jeune acteur invité de 12 à 14 | Meilleure jeune actrice invitée de 14 à 16 ans |
| Graham Verchere : Impastor - Brendan Heard : Remedy - Jax Malcolm : The League - John Paul Ruttan : Les Enquêtes de Murdoch - Julien Hicks : Supernatural                                                   | Lexi DiBenedetto : L'Apprentie maman - Brielle Barbusca : Bones - Danika Yarosh : New York, unité spéciale - Mandalynn Carlson : Grey's Anatomy - Stephanie Katherine Grant : Survivor's Remorse                                                               |
| Meilleur jeune acteur invité de 15 à 21 | Meilleure jeune actrice invitée de 17 à 21 ans |
| Nazariy Demkowicz : The Pinkertons - Christian Hutcherson : Survivor's Remorse - Ty Parker : Childrens Hospital - William Leon : Grey's Anatomy - Jake Elliott : Night Shift - Zach Callison : Henry Danger | Savannah Brooke Lathem : Major Crimes - Cole Bernstein : Stalker - Leah Lewis : Guide de survie d'un gamer - Jolie Vanier : Une nuit en enfer, la série |

### Téléfilm, mini-série ou spécial
| Meilleur jeune acteur | Meilleure jeune actrice |
| --- | --- |
| Rio Mangini : One Crazy Cruise - Graham Verchere : Jim Henson's Turkey Hollow - Tate Berney : Pauvre petite fille riche                                                                          | Johnnie Ladd : Table 58 - Caitlin Carmichael : La Muse de l'artiste - Jaeda Lily Miller : Love under the Stars - Kate Scott : Game Changer - Savannah McReynolds : By God's Grace                                                                 |
| Meilleur jeune acteur dans un second rôle | Meilleure jeune actrice dans un second rôle |
| Brice Fisher : Christmas Trade - Alexander Davis : Les Enquêtes de Murdoch - Matt Tolton : The Lizzie Borden Chronicles - Thomas Barbusca : Wet Hot American Summer                              | Avery Phillips : 17 ans de captivité - Bailey Skodje : Les Enfants du péché : Secrets de famille - Danika Yarosh : Heroes Reborn - Nicole Samantha Huff : Degrassi: Don't Look Back - Shelby Armstrong : La Folle Histoire de la Fête à la maison |
| Meilleur jeune casting - Téléfilm, mini-série ou spécial | |
| Dolly Parton's Coat of Many Colors : Alyvia Alyn Lind, Hannah Nordberg, Blane Crockarell, Dylan Michael Rowen, Parker Sack, Farrah Mackenzie, Forrest Deal - The Descendants - Win, Lose or Love | |

### Doublage
| Meilleur jeune acteur - Doublage 13 à 21 ans | Meilleure jeune actrice - Doublage |
| --- | --- |
| Zach Callison : Steven Universe - Graham Verchere : My Little Pony : Les amis, c'est magique - Reese Hartwig : Tom et Jerry : Mission espionnage - Stuart Allan : Batman vs. Robin                                                                      | Hannah Swain : Ruff-Ruff Tweet and Dave - Angelique Berry : Lalaloopsy: Festival of Sugary Sweets - Ava Cantrell : Dans le noir - Zoe Fraser : The Curse of Clara: A Holiday Tale - Brooke Wolloff : Tumble Leaf                    |
| Meilleur jeune acteur - Doublage 12 ans et moins | Meilleure jeune actrice - Doublage 11 ans et moins |
| Alex Thorne : Paw Patrol - Gabe Eggerling : Princesse Sofia - Jayden Greig : Playdate - Zac McDowell : Tumble Leaf - Christopher Downs : Tumble Leaf | Ava Priestley : Wishenpoof ! - Angelique Berry : Lalaloopsy: Festival of Sugary Sweets - Millie Davis : WishenPoof! - Chelsea Miller : Barbie et ses sœurs : La Grande Aventure des chiots - Berkley Silverman : Les Mini-sorcières |
| Meilleur casting - Doublage | |
| - Snoopy et les Peanuts - Rebecca Bloom, Anastasia Bredikhina, Alexander Garfin, Hadley Belle Miller, Noah Schnapp et Mariel Sheets - Le Voyage d'Arlo - Maleah Nipay-Padilla, Ryan Teeple, Jack Mc Graw, Marcus Scribner, Raymond Ochoa et Jack Bright | |

### Divers
| Meilleure interprétation - DVD | Meilleure interprétation - DVD |
| --- | --- |
| Cassidy Mack : Zoey to the Max - John Paul Ruttan : Shelby: A Magical Holiday Tail - Hannah Swain : Summer Forever - Caitlin Carmichael : Grace Stirs Up Success - Zoe Fraser : Bark Ranger - Eva Greig : My Dad is a Scrooge                                  | |
| Meilleur jeune acteur - Web Performance | Meilleure jeune actrice - Web Performance |
| Zac Kara - Wyatt Mc Clure - Peter Bundic - Brice Fisher | Jeri Leader : The Spell Tutor - Adrienne Hicks : What We Once Were - Chiara D'Ambrosio : The Kids Table - Tara-Nicole Azarian : Nerdtabulous - Isabelle Dubroy : Microchip Jones - Megan Kenney : Clique Wars         |
| Meilleur jeune acteur - Théâtre en direct | Meilleure jeune actrice - Théâtre en direct |
| August Maturo : Peter Pan - Valin Shinyei : A Christmas Story: The Musical - Tate Yap : The Heart of Robin Hood - Alexander Davis : A Christmas Story - Robin de Zwart : As You Like It - Jayden Greig : A Christmas Story - Julien Hicks : The Singing Butler | Frederique Dufort : The Old Lady - Abigail Wolff - Eva de Zwart - Anna Bartlam : White Christmas - Gabby Gutierrez : Matilda, the Musical - Veronica McFarlane : Number the Stars - Noelle Lidyoff : Number the Stars |